# Entelegynae
Az Entelegynae a főpókok (Araneomorphae) alrendjébe tartozó rendszertani csoport (fajsor). Testvércsoportjával, a Haplogynae-vel alkotják az Araneoclada kládot. A csoport csaknem minden tagja (a Haplogynae-vel ellentétben) nyolcszemű, mindkét nem párzószerve jól fejlett, a nőstények ivarlemeze (epigynum) változatos, sokszor erősen szklerotizált. A hímek tapogatólába bonyolult párzószervvé módosult.
Vannak közöttük vak pókok (látószerv nélkül vagy csökevényes látószervvel), és hatszemű pókok is előfordulnak, pl. a Lygromma (Prodidomidae, Gnaphosoidea) nemben.
Fonálszűrős és fonálszűrő nélküli (cribellum) pókok is tartoznak ide.
Csak ebben a taxonban van a kifejlett nőstényeknek hengeres (tubuliform) szövőmirigye. Itt is csak a fejlettebb fajoknak; a primitív Entelegynae pókokból — például a bikapókokból (Eresidae) — ez még hiányzik. Ezek a mirigyek hosszú, vastag, víztaszító, gyakran színes szálakat állítanak elő a kokon védelmére.

## Rendszertani felosztása
A taxonban egy családsort és számos további öregcsaládot különböztetnek meg.
1. Dionycha családsor 6 öregcsaláddal és három öregcsaládba sorolatlan családdal
Öregcsaládok:
- Corinnoidea
- Gnaphosoidea
- ugrópókszerűek (Salticoidea) — egyetlen családja az ugrópókféléké (Salticidae)
- Selenopoidea
- Sparassoidea
- Thomisoidea

Besorolatlan családok:
- - Anyphaenidae
  - Clubionidae
  - Zoridae

2. További öregcsaládok:
- zugpókszerűek (Agelenoidea)
- Amaurobioidea
- kerekhálós pókok (Araneoidea)
- Archaeoidea
- bikapókszerűek (Eresoidea)
- Lycosoidea
- Mimetoidea
- Nicodamoidea
- orgyilkos pókok (Palpimanoidea)]
- Tengelloidea
- Titanoecoidea
- Uloboroidea
- Zodarioidea
- †Archaeometoidea
- †Pyritaraneoidea

## Fordítás
- Ez a szócikk részben vagy egészben az Entelegynae című angol Wikipédia-szócikk ezen változatának fordításán alapul.  Az eredeti cikk szerkesztőit annak laptörténete sorolja fel. Ez a jelzés csupán a megfogalmazás eredetét és a szerzői jogokat jelzi, nem szolgál a cikkben szereplő információk forrásmegjelöléseként.